# Ghiacciaio Glimpse
Il ghiacciaio Glimpse è un ghiacciaio lungo circa 7 km situato nella regione centro-occidentale della Dipendenza di Ross, nell'Antartide orientale. Il ghiacciaio, il cui punto più alto si trova a circa 2400 m s.l.m., si trova nell'entroterra della costa di Scott e ha origine dal versante nord-orientale del passo Auster, sul versante orientale della dorsale Royal Society, da cui fluisce verso nord-est, parallelamente al ghiacciaio Kempe, fino a unire il proprio flusso a quello del ghiacciaio Pipecleaner 4 km a sud della congiunzione di quest'ultimo con il ghiacciaio Radian.

## Storia
Il ghiacciaio Glimpse è stato così battezzato dai membri della spedizione di ricerca antartica svolta dalla Università Victoria di Wellington nel 1960-61, in virtù del fatto che fu su questo ghiacciaio che, nel gennaio del 1961, i geologi della spedizione impegnati nell'attraversamento della dorsale Royal Society per passare dal ghiacciaio Koettlitz al ghiacciaio Skelton, ebbero la loro prima e unica veduta ("glimpse" in inglese) dell'Altopiano Antartico.